# راتی پاندی
راتی پاندی (انگلیسی: Rati Pandey ) یک هنرپیشه اهل هند است. وی از سال ۲۰۰۶ میلادی تاکنون مشغول فعالیت بوده‌است. از جمله کار های ان میتوان به بازی در نقش ایندیرا در سریال هیتلر دیدی که یک سریال هندی است اشاره کرد